# Bobber

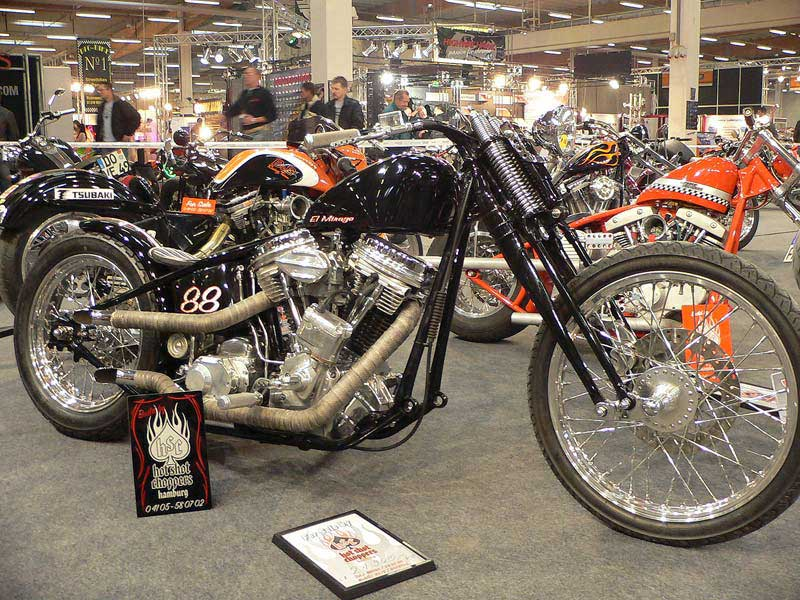
Esempio di Bobber.

Un bobber è un tipo di preparazione motociclistica, che ha preso forma negli anni cinquanta e che tuttora è molto diffusa.

## Descrizione
Le motociclette con questa preparazione, chiamate bobber, sono affini ai chopper in quanto entrambi rappresentano un approccio minimalista al mezzo che viene spogliato di tutto ciò che non è indispensabile. Ciò include l'adozione del caratteristico telaio rigido e il parafango posteriore accorciato, chiamato bobbed.
La principale differenza tra chopper e bobber è che i bobber vengono costruiti mantenendo il telaio originale, che invece nel caso dei chopper viene spesso pesantemente modificato, tagliato e risaldato. I bobber inoltre hanno uno stile molto spartano, privo della maggior parte delle caratteristiche estetiche del chopper come parti cromate e forcella allungata.
Altre caratteristiche che distinguono spesso i bobber sono gli pneumatici dalle spalle alte, sella monoposto. Il tutto finalizzato a ricreare un look vintage tipico del secondo dopoguerra.